# Ferdinand Schöningh (Verleger, 1815)

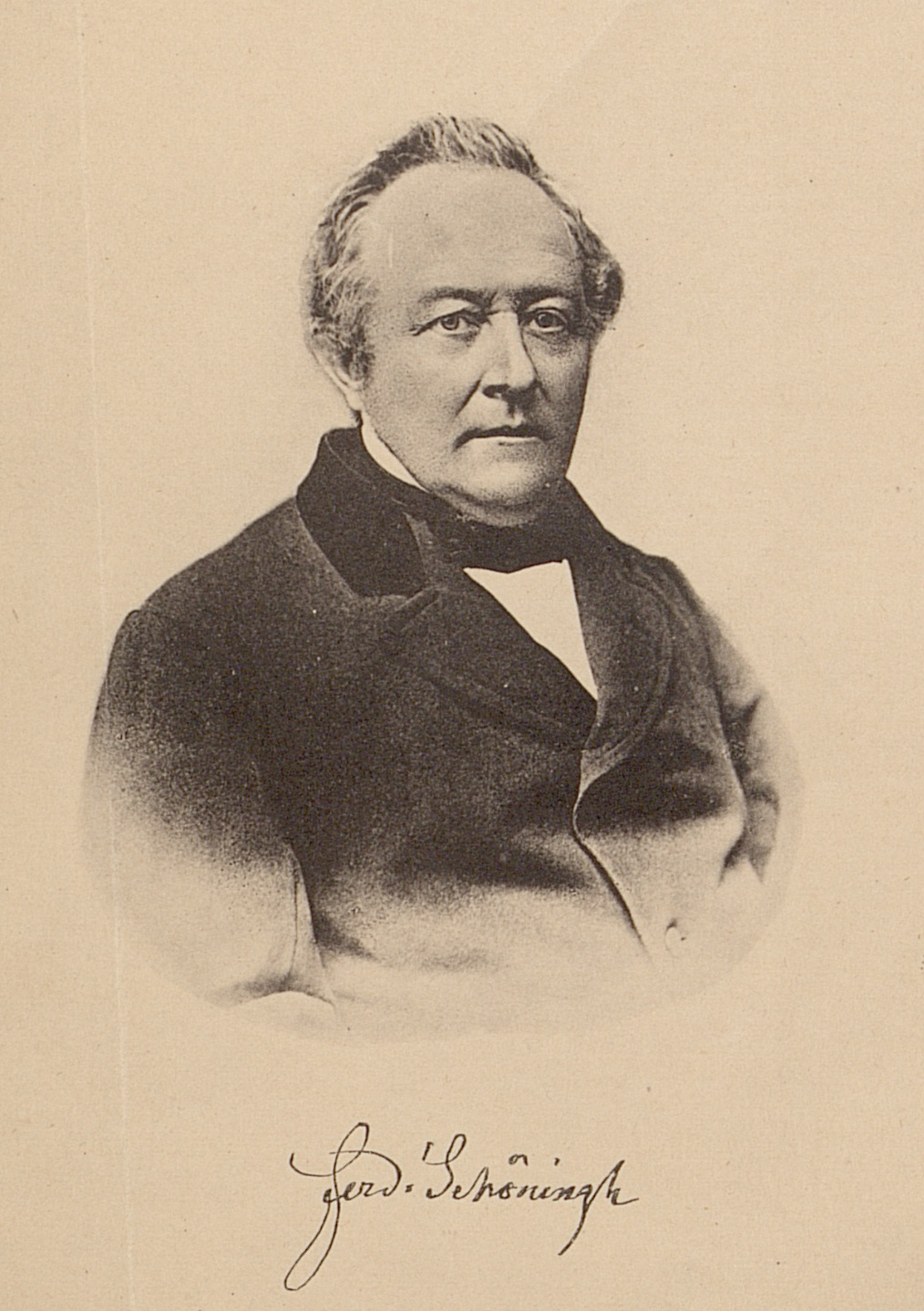
Ferdinand Schöningh

Ferdinand Schöningh (* 16. März 1815 in Meppen; † 18. August 1883 in Paderborn) war ein deutscher Buchhändler, Verleger und Publizist.

## Leben
Ferdinand Friedrich Joseph Schöningh entstammte einer im Emsland und den Niederlanden ansässigen Juristen- und Medizinerfamilie. Er wuchs als zweites von sieben Kindern bis zum Jahre 1831 in Meppen auf und besuchte bis zur Quarta das dortige Gymnasium.
Sein Vater Dr. jur. Henricus Jacobus Schöningh (* 10. Januar 1782 in Ootmarsum, Provinz Overijssel; † 6. Oktober 1833 in Meppen) war Amtmann des Amtes Meppen im Herzogtum Arenberg-Meppen, seine Mutter Josephine Coppenrath (* 19. Oktober 1789 in Münster; † 31. März 1851 in Meppen) war die älteste Tochter des münsterischen Buchhändlers und Verlegers Joseph Heinrich Coppenrath (1761–1853).
Sein älterer Bruder Josef Schöningh folgte der Familientradition des Vaters und wurde leitender arenbergischer Richter am Obergericht Meppen.
Sein jüngerer Bruder Eduard Schöningh (Offizier) diente als Berufsoffizier bei der Marineartillerie der k.k. Kriegsmarine und kehrte nach seiner Verabschiedung 1867 nach Meppen zurück. Eduard Schöningh wird im Emsland als der Gründer der Moorkolonie Schöninghsdorf angesehen. Die Gründung und Finanzierung des Projektes Schöninghsdorf ist jedoch in wenigstens gleichem Maße Ferdinand Schöningh zuzuschreiben.
Ferdinand Schöningh erlernte in der Tradition der mütterlichen Familie den Beruf des Buchhändlers. 1831 begann er die Ausbildung bei seinem Großvater Joseph Heinrich Coppenrath in Münster (Westfalen). In der Buch- und Kunsthandlung Coppenrath war er vier Jahre als Lehrling und sieben weitere Jahre als Gehilfe tätig.
Am 5. Oktober 1848 heiratete er Sophie Overweg (1826–1905) aus Soest. Mit ihr hatte er vier Kinder, Maria, Ferdinand (1856–1925), Anna und Joseph.
Am 18. August 1883 starb der Verleger plötzlich und unerwartet am „Schlage“.

## Leistungen
1842 übernahm Ferdinand Schöningh als Geschäftsführer die Leitung der Nasse’schen Buchhandlung in Soest und führte dieses Unternehmen zu wirtschaftlichem Erfolg. Er gründete am 12. Mai 1847 in Paderborn die Buch- und Kunsthandlung Ferdinand Schöningh, aus der der Verlag Ferdinand Schöningh entstand.
Dieser Verlag entwickelte sich schon zu Schöninghs Lebzeiten zu einem der wichtigsten katholischen Verlage für theologische, wissenschaftliche und pädagogische sowie schöngeistige Literatur in Norddeutschland. Zu den Autoren des Verlages gehörten im 19. Jahrhundert die noch heute bekannten Dichter Joseph von Eichendorff und Ferdinand Freiligrath sowie die in der damaligen Zeit viel gelesenen Autoren Friedrich Wilhelm Grimme und Friedrich Wilhelm Weber, dessen Versepos Dreizehnlinden mit über 750.000 verkauften Exemplaren zum Bestseller wurde.
Auch die Gedichte der Luise Hensel, Dichterin des Abendliedes Müde bin ich, geh zur Ruh, und die Werke der westfälischen Dichterin Antonie Jüngst veröffentlichte der Verlag.
1848 gründete F. Schöningh das Westfälische Kirchenblatt für Katholiken, welches wöchentlich erschien, und im Jahre 1849 die Tageszeitung Westfälisches Volksblatt. Mit diesen Zeitungen, die er anfangs auch redigierte, gab er dem politischen Katholizismus, dem er eng verbunden war, eine Stimme im östlichen Westfalen.
Seit 1864 war er gewählter Teilnehmer der Soester Konferenzen, auf denen das Soester Programm der Zentrumspartei entwickelt wurde. Diese Versammlungen fanden im Hotel seines Schwiegervaters Gustav Overweg statt.